# 托倫布
托倫布（？年—1854年2月10日），字攸叙，號彝齋，克勒氏，滿洲正白旗人， 繙譯鄉試中式舉人，嘉慶二十五年庚辰科繙譯會試中式進士，由吏部員外郎補授山西道御史、工科給事中。

### 履歷[2]
- 嘉慶二十五年，以額外主事用，籤掣戶部[3]
- 道光四年，戶部主事[4]
- 道光七年，戶部員外郎[4]
- 道光十年，降一級調用[4]
- 道光十三年，捐復戶部員外郎[4]
- 道光十五年，吏部員外郎[4]
- 道光十五年，繙譯諳達[4]
- 道光十八年，記名以御史用[4]
- 道光二十二年，山西道監察御史[4]
- 道光二十二年，稽察右翼前鋒統領護軍統領事務[4]
- 道光二十三年，工科給事中[4]
- 道光二十四年，戶科掌印給事中[4]
- 道光二十四年，稽察萬安倉[4]
- 道光二十四年，專司稽察一年旗務[4]
- 道光二十七年，稽察太平倉[4]
- 道光二十九年，通政使司副使[4]
- 道光二十九年，考試滿洲繙譯官[4]
- 道光二十九年，滿洲繙譯副考官[4]
- 道光二十九年，考試國子監助教大臣[4]
- 道光三十年六月十六日，任太僕寺卿[4]
- 道光三十年，隨圍[4]
- 道光三十年十二月三日，內閣學士兼禮部侍郎銜[4]
- 道光三十年，兼上書房滿洲諳達[5]
- 道光三十年-咸豐2年，上書房行走[6]
- 咸豐元年，閱各省繙譯試卷[4]
- 咸豐元年，抖晾實錄滿大臣[4]
- 咸豐二年，因病開缺[3]
- 咸豐四年正月十三日卒